# Monestier-d’Ambel
Monestier-d’Ambel – miejscowość i gmina we Francji, w regionie Owernia-Rodan-Alpy, w departamencie Isère.
Według danych na rok 1990 gminę zamieszkiwały 64 osoby, a gęstość zaludnienia wynosiła 6 osób/km² (wśród 2880 gmin regionu Rodan-Alpy Monestier-d’Ambel plasuje się na 1554. miejscu pod względem liczby ludności, natomiast pod względem powierzchni na miejscu 1070.).